# 가전체
가전체(假傳體)는 고려 후기에 시화문학(詩話文學)이 유행하는 한편 설화는 설화대로 발전하여 그 독창성이 더욱 발휘되어 나타난 것이 바로 가전체의 작품이다. 가전체라 함은 이들 작품의 대부분이 물건을 의인화(擬人化)해서 썼기 때문이다. 이 또한 중국의 영향을 받아서 발달되었는데, 이로써 설화는 한층 그 창작성을 발휘하여 보다 더 소설에 접근하여 한국 소설문학의 등장을 촉진시켰다 할 것이다. 이들은 그 끝에 대개 사신왈(史臣曰)이라 하여 인세(人世)를 경계하는 구절을 첨가하여 지은 바 의도를 밝혔다.

## 고려 때의 가전체 작품
이곡(李穀)의 <죽부인전(竹夫人傳)> 이첨(李詹)의 <저생전> 등이 대표적이다.
의인 전기체(擬人傳記體) 라고도 한다.

## 같이 보기
- 우화